# Bertram Armstrong
Bertram Frank Armstrong, DSO (* 21. Januar 1893; † 24. Dezember 1971) war ein südafrikanischer Offizier, der zuletzt als Generalmajor Chef des Generalstabes der Union Defence Force (UDF) war.

## Leben
Bertram Frank Armstrong trat 1910 in die Natal Police und wechselte 1913 zu den South African Mounted Rifles Während des Ersten Weltkrieges diente er in der British Army und kehrte nach Kriegsende 1919 Union Defence Force (UDF) zurück. Er war zwischen 1937 und 1939 Kommandeur des Kap-Kommandos (Cape Command) sowie anschließend von Juli 1939 bis April 1940 Generaladjutant der Verteidigungsstreitkräfte der Südafrikanischen Union UDF (Union Defence Force). Während des Zweiten Weltkrieges war er als Oberst zwischen dem 15. April und dem 11. Juni 1940 Kommandeur des Natal-Kommandos (Natal Command). Im Anschluss war er vom 25. November 1940 bis zum 23. November 1941 auf Seiten der Alliierten im Afrikafeldzug in Ostafrika, Äthiopien sowie Nordafrika Kommandeur der 5. Südafrikanischen Brigade (5th South African Brigade). Am 23. November 1941 geriet er in Kriegsgefangenschaft, aus der er erst 1944 entkommen konnte.
Nach seiner Rückkehr wurde Armstrong Kommandeur des Witwatersrand-Kommandos (Witwatersrand Command) und danach Generalquartiermeister der UDF, ehe er zuletzt als Generalmajor Chef des Generalstabes der Union Defence Force (UDF). Am 28. Januar 1953 schied er aus dem aktiven Militärdienst aus und trat in den Ruhestand.

## Hintergrundliteratur
- Ian S. Uys: South African military who’s who, 1452–1992, S. 5, 1992